# Olle Persson (Informationswissenschaftler)
Olle Persson (* 17. Juni 1949 in Luleå) ist ein schwedischer Informationswissenschaftler.

## Leben
Olle Persson studierte an der Universität Umeå und erlangte 1980 den akademischen Grad Ph.D. im Fach Soziologie. 1999 wurde er dort auf den Lehrstuhl für Bibliotheks- und Informationswissenschaft (Department of Sociology) berufen und leitete bis zu seiner Emeritierung die Forschungsgruppe Inforsk (Information Research Group).
Persson hat wichtige Beiträge zur Entwicklung quantitativer bibliometrischer Techniken geliefert, wobei der Schwerpunkt seiner Arbeit die Analyse der wissenschaftlichen Kommunikation von Wissenschaftlern und Ingenieuren ist. Von ihm wurde auch die Toolbox BibExcel als Freeware für die Analyse bibliographischer Daten entwickelt.
2011 erhielt Olle Persson den Derek John de Solla Price Award der Zeitschrift Scientometrics.